# 天鹅绒

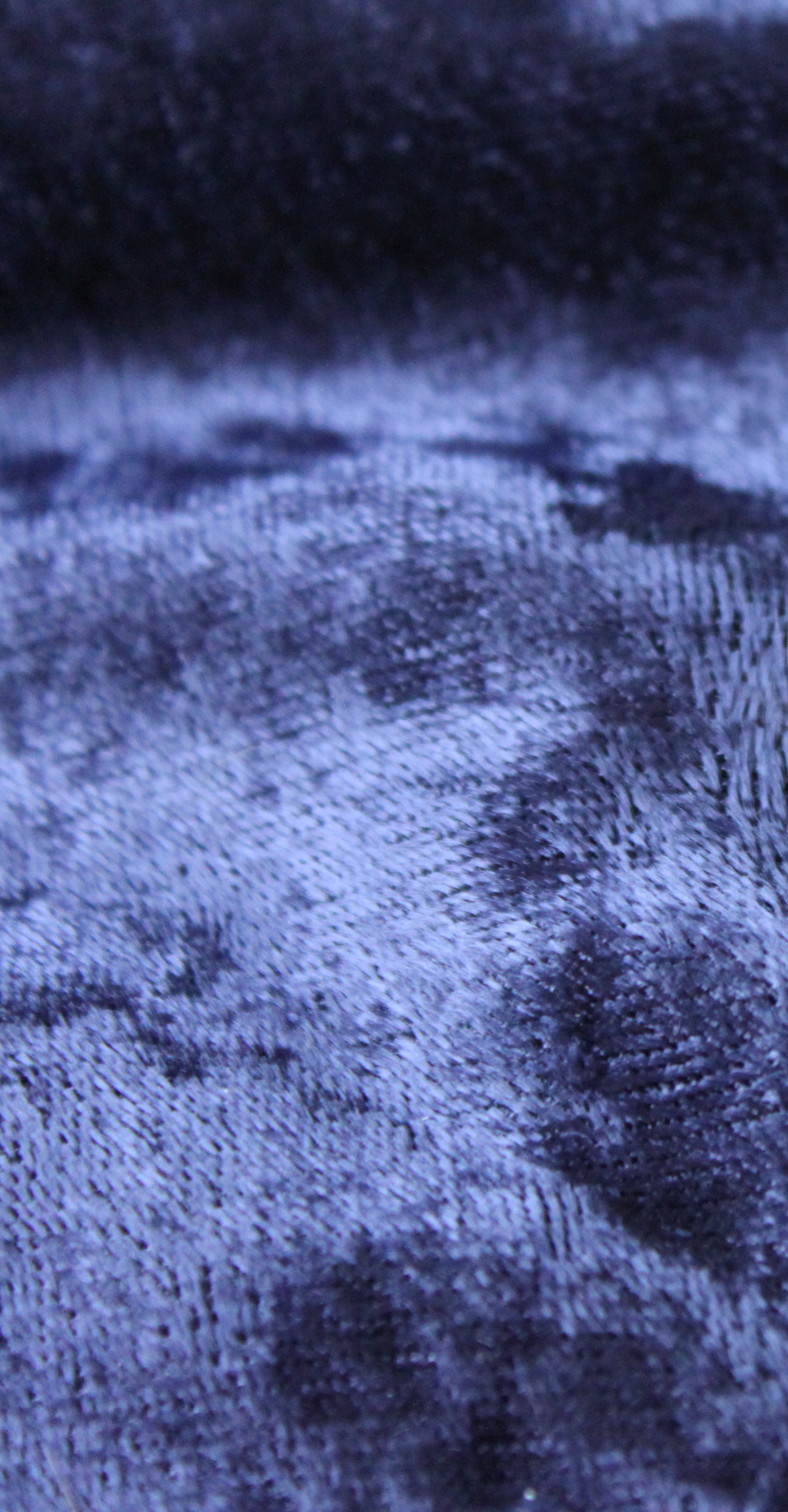
紫色天鹅绒上的编织细节

天鹅绒或丝绒是一种布料，其纱线均匀分布，并有短而密的绒毛，赋予天鹅绒一种独特的手感。天鹅绒既可以用人工合成的材料，也可以用天然纱线制成。